# Новосільська сільська рада (Ізяславський район)
Новосі́льська сільська́ ра́да — адміністративно-територіальна одиниця та орган місцевого самоврядування в Ізяславському районі Хмельницької області. Адміністративний центр — село Нове Село.

## Загальні відомості
Новосільська сільська рада утворена в 1944 році.
- Територія ради: 33,93 км²
- Населення ради: 1 199 осіб (станом на 2001 рік)

## Населені пункти
Сільській раді підпорядковані населені пункти:
- с. Нове Село
- с. Свириди

## Склад ради
Рада складається з 16 депутатів та голови.
- Голова ради: Шрейдер Олександр Васильович
- Секретар ради: Іванчук Надія Михайлівна

### Керівний склад попередніх скликань
| Прізвище, ім'я, по батькові  | Основні відомості                                                         | Дата обрання | Дата звільнення |
| ---------------------------- | ------------------------------------------------------------------------- | ------------ | --------------- |
| Шрейдер Олександр Васильович | Сільський голова, 1975 року народження, освіта вища, член Народної партії | 26.03.2006   | 31.10.2010      |
| Шрейдер Олександр Васильович | Сільський голова, 1975 року народження, освіта вища, член Народної партії | 31.10.2010   |                 |

Примітка: таблиця складена за даними сайту Верховної Ради України

### Депутати
За результатами місцевих виборів 2010 року депутатами ради стали:

#### За суб'єктами висування
| Суб'єкт висування                 | Кількість обраних депутатів | %    |
| --------------------------------- | --------------------------- | ---- |
| Народна партія                    | 7                           | 43,8 |
| Самовисування                     | 6                           | 37,5 |
| Єдиний Центр                      | 1                           | 6,3  |
| Політична партія «Нова політика»  | 1                           | 6,3  |
| Політична партія «Сильна Україна» | 1                           | 6,3  |

#### За округами
| № округу                          | Прізвище, ім'я, по батькові   | Дата визнання обраним | Освіта             | Партійна приналежність                  | Відомості про обраного депутата                 |
| --------------------------------- | ----------------------------- | --------------------- | ------------------ | --------------------------------------- | ----------------------------------------------- |
| Єдиний Центр                      |                               |                       |                    |                                         |                                                 |
| 14                                | Вознюк Павло Анатолійович     | 05.11.2010            | середня спеціальна | позапартійний                           | тимчасово не працює                             |
| Народна Партія                    |                               |                       |                    |                                         |                                                 |
| 2                                 | Кондратюк Валентина Петрівна  | 05.11.2010            | вища               | член Народної партії                    | Новосільська загальноосвітня школа, директор    |
| 7                                 | Бернацька Віра Петрівна       | 05.11.2010            | вища               | член Народної партії                    | пенсіонер                                       |
| 8                                 | Онищук Валерій Васильович     | 05.11.2010            | вища               | член Народної партії                    | ТОВ ім. Черняховського, економіст               |
| 10                                | Кордон Світлана Володимирівна | 05.11.2010            | вища               | член Народної партії                    | ТОВ ім. Черняховського, бухгалтер               |
| 11                                | Бернацький Сергій Андрійович  | 05.11.2010            | середня            | член Народної партії                    | Новосільська загальноосвітня школа, завгосп ЗОШ |
| 15                                | Ковбасюк Надія Василівна      | 05.11.2010            | середня            | член Народної партії                    | пенсіонер                                       |
| 16                                | Ковбасюк Василь Леонідович    | 05.11.2010            | середня            | член Народної партії                    | ТОВ ім. Черняховського-, бригадир               |
| Політична партія «Нова політика»  |                               |                       |                    |                                         |                                                 |
| 6                                 | Мельник Микола Йосифович      | 05.11.2010            | вища               | позапартійний                           | тимчасово не працює                             |
| Політична партія «Сильна Україна» |                               |                       |                    |                                         |                                                 |
| 1                                 | Кондратюк Любов Петрівна      | 05.11.2010            | вища               | член Політичної партії «Сильна Україна» | Сільська рада, бухгалтер                        |
| Самовисування                     |                               |                       |                    |                                         |                                                 |
| 3                                 | Іванчук Надія Михайлівна      | 05.11.2010            | вища               | позапартійна                            | Новосільська сільська рада, секретар            |
| 4                                 | Захарчук Світлана Анатоліївна | 05.11.2010            | середня            | позапартійна                            | тимчасово не працює                             |
| 5                                 | Кондратюк Світлана Петрівна   | 05.11.2010            | середня            | позапартійна                            | Новосільська загальноосвітня школа, повар       |
| 9                                 | Морозюк Валентина Яківна      | 05.11.2010            | вища               | позапартійна                            | Новосільська загальноосвітня школа, вчитель     |
| 12                                | Мокіна Галина Михайлівна      | 05.11.2010            | вища               | позапартійна                            | ТОВ ім. Черняховського, головний зоотехнік      |
| 13                                | Байталоха Ганна Михайлівна    | 05.11.2010            | середня            | позапартійна                            | ТОВ ім. Черняховського, бригадир                |